# Iglesia de San Pedro de Copenhague
La iglesia de San Pedro (en danés: St. Petri Kirke, en alemán: St.-Petri-Kirche) es la iglesia parroquial de la comunidad germanófona de Copenhague, Dinamarca. Está situada en la esquina de Nørregade y Sankt Peders Stræde, en el Barrio Latino de la ciudad. Construida a mediados del siglo XV como iglesia de una sola nave, es el edificio más antiguo del centro de Copenhague. También destaca por su extenso complejo de capillas sepulcrales.

## Historia

### Iglesia parroquial medieval
La iglesia de San Pedro fue una de las cuatro parroquias católicas de Copenhague en la Edad Media. Aparece mencionada por primera vez en 1304, pero lo más probable es que se fundara en el siglo XII. La primera iglesia se incendió en 1380, pero fue reconstruida poco después.

### Después de la Reforma
Tras la Reforma, el edificio de la iglesia se utilizó durante un tiempo como fundición de cañones y campanas. 

### Iglesia alemana
En 1585, Federico II regaló la iglesia de San Pedro a los súbditos de habla alemana. El edificio fue renovado por Hans van Steenwinckel el Viejo, quien también le añadió un piso superior con gablete a la torre inacabada, que sin embargo fue sustituida por una aguja en el siglo XVII. La iglesia se convirtió en el centro de la élite política, económica, cultural y militar de Copenhague, que, al igual que la Corte Real, utilizaba el alemán en su vida cotidiana.
El rápido crecimiento de la congregación hizo necesaria la ampliación de la iglesia en varias etapas. En 1631, Christian IV añadió el transepto norte, y en 1634, el transepto sur. Solo 60 años después, Christian V amplió el transepto norte con tres naves más. Entre 1648 y 1740 surgieron las características capillas sepulcrales.

### Después del incendio de 1728

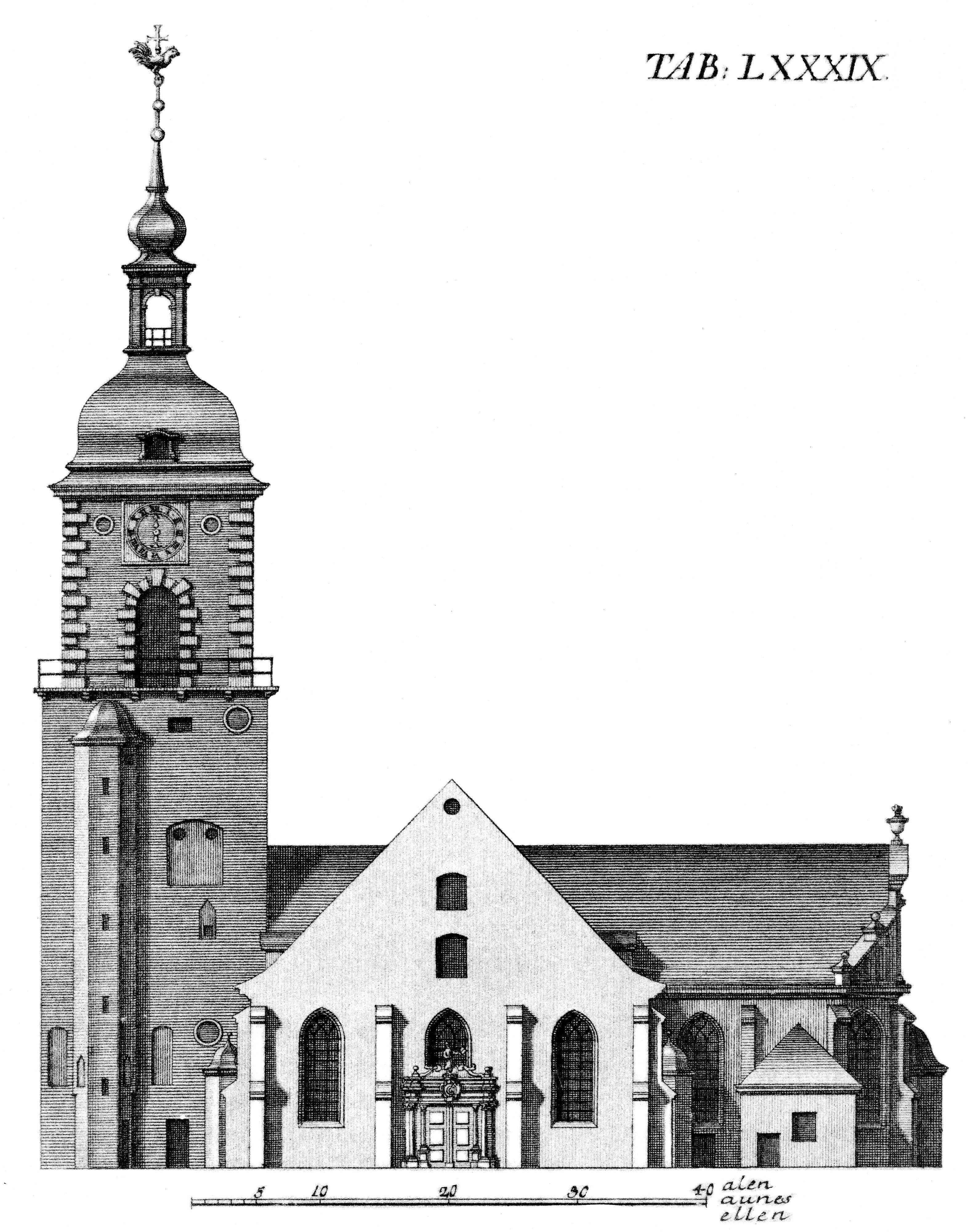
La Iglesia de San Pedro representada en la obra sobre arquitectura Hafnia Hodierna de De Thurag

La iglesia de San Pedro sufrió graves daños en el incendio de Copenhague de 1728. Las llamas destruyeron el interior, pero los muros exteriores quedaron intactos, por lo que Johan Cornelius Krieger pudo reconstruir la iglesia con bastante facilidad. En un primer momento, la iglesia tuvo una aguja de linterna corta que fue sustituida por la actual, revestida de cobre, en 1756-1757. La aguja sobrevivió al bombardeo británico durante la batalla de Copenhague de 1807.

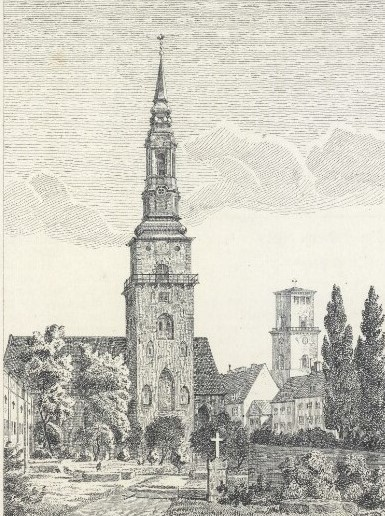
Iglesia de San Pedro

Con las crecientes tensiones entre Dinamarca y Alemania a mediados del siglo XVIII, que culminaron en la Primera Guerra de Schleswig de 1848 a 1850, la Iglesia perdió su posición especial y, por tanto, miembros, prestigio y apoyo financiero.
Con el paso del tiempo, la congregación no pudo mantener el gran complejo de edificios y, en 1994, el Estado volvió a hacerse cargo de la iglesia. Fue transferida a la Agencia de Palacios e Inmuebles, que a finales de los 90 llevó a cabo una restauración y una reestructuración parciales bajo la dirección del arquitecto y profesor Hans Munk Hansen. 

## Arquitectura
La iglesia de San Pedro se construyó originalmente como iglesia de una sola nave, pero con la adición de los transeptos norte y sur por parte de Cristián IV, recibió la planta cruciforme que la caracteriza en la actualidad. La mayor parte de la iglesia, incluida la nave, el coro y la parte inferior de la torre, data de mediados del siglo XV. La entrada principal se encuentra en el transepto sur y está marcada por un portal barroco ricamente tallado de 1731, obra del escultor Diderik Gercken. La aguja, construida en estilo rococó entre 1756 y 1757 se encuentra en la parte superior de la torre.

## Capillas sepulcrales

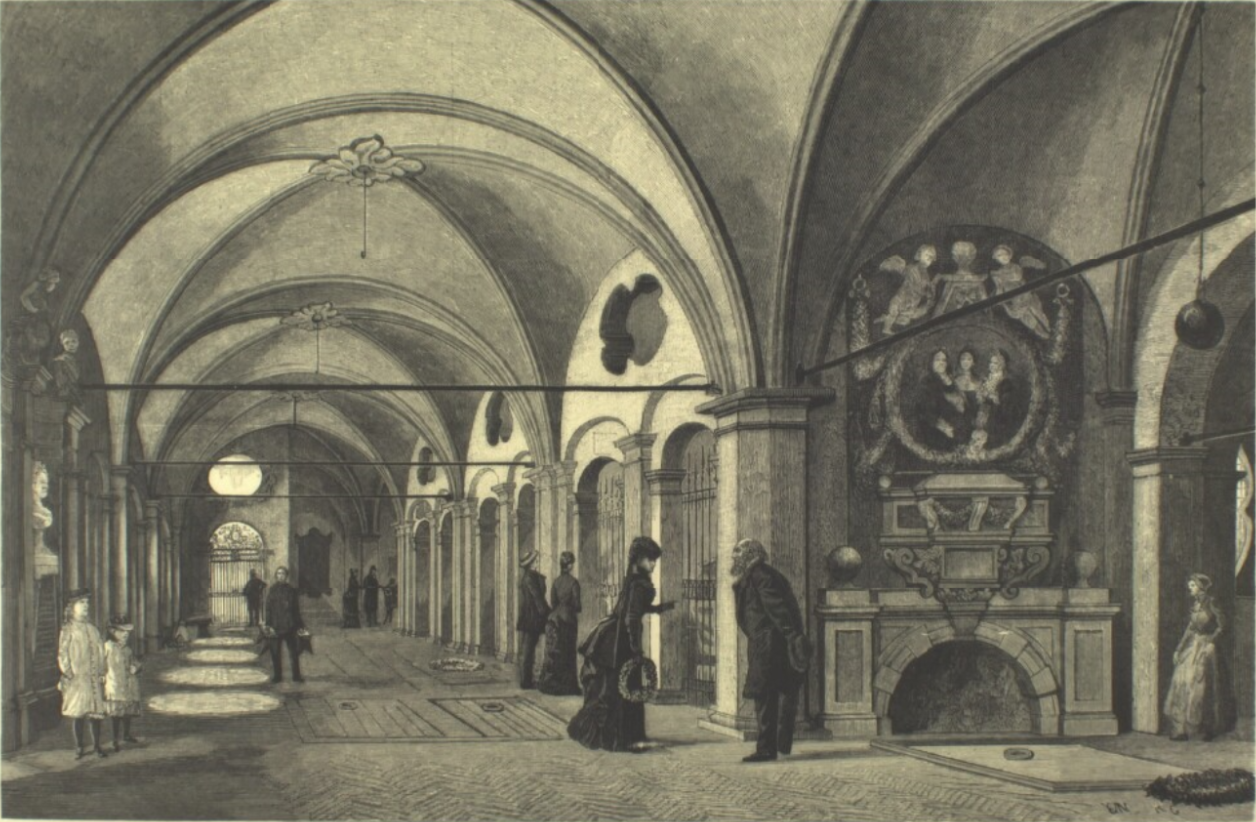
Interior de la capilla

La iglesia posee un extenso complejo de capillas sepulcrales que se comenzó a construir en 1643 y no se terminó hasta 1681-1683, cuando Hans van Steenwinckel el Joven completó una capilla de tres alas en dirección a Larslejstræde. El complejo contiene numerosas tumbas y epitafios de importantes familias alemanas de Dinamarca. Bajo las tumbas se encuentran los sarcófagos de los miembros más distinguidos de la familia, mientras que otros ataúdes están colocados en tres o cuatro capas en criptas subterráneas. 
Muchas de las capillas son obra de Johannes Wiedewelt y Andreas Weidenhaupt. Entre ellas se encuentra el idílico «jardín de hierbas» (en danés, urtegården). 

### Enterramientos
Los enterramientos incluyen:
- Gottfried Becker (1767-1845), farmacéutico real
- Charlotte Dorothea Biehl  (1731–1788), dramaturgo
- Peter Cramer (1726–1782), pintor
- Friederich Ehbisch  (1672-1748), escultor
- Christoffer Gabel (1617–1673), estadista
- Christian Gyldenløve (moved 1734 from Vor Frue Kirke)
- Johan Boye Junge
- Kristian Kongstad
- Gerhard Morell
- Otto Frederik Müller
- Abraham Pelt
- Carl Adolph von Plessen
- Ernst Schimmelmann
- Posiblemente Johann Friedrich Struensee (desde los años veinte)
- Sir Walter Titley, embajador en Dinamarca

### Cementerio
- Ernst Henrich Berling (1708-1750), impresor y editor
- Constantin Brun (1746-1836), hombre de negocios
- Friederike Brun (1765-1835), escritora
- Nicolai Eigtved (1701-1754), arquitecto
- Christian Ulrik Foltmar (c. 1716 - 1794), tejedor de papel pintado, pintor de miniaturas y organista.
- Jonas Haas (1720-1775), grabador
- Juliane Marie Jessen (1760-1832), autora y traductora

## La iglesia de San Pedro hoy
La iglesia es hoy propiedad de la Agencia Danesa de Palacios e Inmuebles, pero la congregación evangélico-luterana de habla alemana, que cuenta con 900 miembros y forma parte de la Iglesia Nacional Danesa, sigue utilizándola activamente en su día a día. La congregación organiza visitas guiadas, conciertos y otras actividades culturales en el edificio histórico. Junto con la Escuela de San Pedro (St. Petri Skole) y el Centro Cultural de San Pedro (St. Petri Kulturcentrum), ambos situados en las instalaciones de la iglesia, forma un centro cultural alemán en Copenhague.

## En la cultura popular
La iglesia se utilizó como escenario en la película dramática de 1991 Drengene fra Sankt Petri. 